# Агапова, Ирина Анатольевна
Ирина Анатольевна Ага́пова (род. 7 марта 1975 года) — русская писательница, драматург, художница, фотомодель.

## Биография
Публиковаться начала в возрасте десяти лет. В 1989 году на профессиональной сцене поставлена первая пьеса автора «Диана, Латона и вредная Слигарона».
В 1990 году в возрасте 15 лет стала обладательницей титула «Мисс Подмосковье».
После окончания школы поступила в институт и получила профессию психолога.
В 1999 году были изданы первые три книги писательницы. Через год, в 2000 году, журнал «Клуб» назвал Ирину Агапову «Драматургом XXI века».
В 2000 году издательством «Айрис-пресс» в сборнике «Праздник в школе. Выпускные балы» была опубликована пьеса «Серебряный котел дури», в которой затронуты проблемы наркомании, первой юношеской любви и межличностных отношений в среде современной молодежи. В 2008 году эта пьеса была опубликована в журнале «Сценарии и репертуар». Пьеса входит в трилогию  «Эрида богиня раздора» и является лауреатом театральных премий. Другие пьесы Агаповой — «Сказки старой мельницы», «Здравствуйте, я ваш дядя!», «Сапфиры принцессы», «Вертихвостки», «Три огонька возле ёлки», «Осокорь и черный янтарь», «Дорогой сказок братьев Гримм» и др. — в разные годы ставились в Барнауле, Иркутске, Северодвинске, Челябинске, Муроме, Канаше, Вологде, Нарве, Нерюнгри и других городах России и ближнего Зарубежья (Беларусь), в Канаде.
Иллюстрирует большинство своих книг. Техника рисования — графика, акварель, масло.
С 2008 года в литературных журналах публикуются её фантастические рассказы и повести. В первом номере альманаха «Искатель» в 2008 году был опубликован рассказ Агаповой «Вечный вечер, имя которому Анна». Он получил широкий отклик в литературных кругах столицы и рекомендован к изучению в школе с учащимися средних и старших классов (Журнал «Литература в школе», № 2, 2009, г. Москва). Во втором номере журнала «Литература в школе» в 2009 году была опубликована разработка школьного урока «Тайна „Вечного вечера“ — понимание и любовь» по этому рассказу.
В 2009 году писательскому дуэту Агапова-Давыдова вручены сертификаты рекордсменов Российской «Книги рекордов и достижений» по номинации «Самое большое количество опубликованных книг со сценариями праздников для школы и детского сада за период 1999—2009 гг.». Информация была направлена во Всемирное издание — «Книгу рекордов Гиннесса».
С 2010 года — президент Московского Международного театрального фестиваля «Давыдовский».
В 2012 году состоялась презентация книги «Венок из мертвых цветов» и издание романа «Второстепенный инстинкт».

### Драматургия
- Трехтомник «Праздник в школе», «Айрис-пресс», М., 1999 г., 2000 г.
- «Праздник в семье», «Айрис-пресс», М., 2001 г.
- «Чудесные праздники», «Рипол-классик», М., 2006.
- «Праздники XX века в школе», «Учитель», Волгоград, 2008.
- «Новый год и другие школьные праздники», «Феникс», Ростов-на-Дону, 2008.
- «Школьные юморины: праздники 1 апреля и другие дни смеха» «Феникс», Ростов-на-Дону, 2008 г. и др.

### Психология
- «Рушим брак — строим семью», «Дрофа», М., 2005.
- «Одиночество», «Айрис-пресс», М., 2001.
- «Ах, эта свадьба», «Айрис-пресс», М., 2001.

### non-fiction
- «Людмила Поргина и Николай Караченцов», «Эксмо», М., 2005.
- «Москва слезам не верит. Шесть женских судеб» «Эксмо», М., 2006.
- «Наталья Гундарева и Михаил Филиппов», «Эскмо», М., 2006.
- «Любимые актрисы трех мушкетеров», «Эксмо», М., 2006.
- «Супермены российского кино», «Аграф», М., 2008 и др.

### Прикладная литература
- «Поделки из природных материалов», «Лада», М., 2006.
- «100 лучших оригами для детей», «Лада», М., 2006.
- «Мягкие игрушки на любой вкус», М., «Лада», 2007.
- «114 поделок из всякой всячины», «Лада», М., 2008.
- «Поделки и подарки к праздникам», «Лада», М, 2009 и др.

### О ней
- Давыдова, М.А. Ирина Агапова: дива нового века / Давыдова, Маргарита Алексеевна // Ваша библиотека. - № 3/2011 (февраль). - С. 42 - 44, фотоил.[12]